# Сафонов, Борис Феоктистович
Бори́с Феокти́стович Сафо́нов (13 [26] августа 1915 — 30 мая 1942) — советский лётчик-ас истребительной авиации Военно-морского флота, участник Великой Отечественной войны, дважды Герой Советского Союза (16.09.1941, 14.06.1942). Первый дважды Герой Советского Союза, заслуживший это звание в ходе Великой Отечественной войны, лучший советский лётчик-истребитель 1941—1942 годов. Гвардии подполковник (22.04.1942).

## Биография
Борис Сафонов родился 26 августа 1915 года (13 августа по старому календарю) в селе Синявино, ныне Плавского района Тульской области. Окончив с отличием семилетку, поступил в Тульскую железнодорожную школу ФЗУ, в 1930 году вступил в комсомол, занимался в планёрной школе. В числе лучших курсантов был зачислен в Тульскую школу лётчиков Осоавиахима, где его инструктором была Валентина Гризодубова, ставшая впоследствии Героем Советского Союза. Окончил эту школу в 1933 году.
В августе 1933 года призван в Красную Армию и зачислен курсантом в 1-ю военную школу лётчиков им. А. Ф. Мясникова (Кача). После её окончания с декабря 1934 года направлен лётчиком в 7-ю отдельную авиационную эскадрилью им. Дзержинского 2-й авиабригады Белорусского военного округа (позднее — 106-я истребительная авиаэскадрилья им. Дзержинского, а затем 15-й истребительный авиаполк им. Ф. Э. Дзержинского 40-й авиабригады). Вскоре повышен в должности и стал инструктором парашютно-десантной службы эскадрильи. С июля 1938 года — помощник военкома эскадрильи по комсомольской работе 15-го истребительного авиаполка 70-й авиабригады ВВС Белорусского особого военного округа.
Когда встал вопрос о выборе дальнейшего места службы, Сафонов выразил желание служить на Севере и в конце декабря 1939 года в составе 2-й авиаэскадрильи 15-го ИАП прибыл на Северный флот. В сентябре 1940 года эскадрилья вошла в состав недавно сформированного 72-го смешанного авиационного полка ВВС СФ, где лейтенант Сафонов был назначен на должность командира звена 1-й истребительной эскадрильи, летавшей на самолётах И-15бис.
72-й смешанный авиаполк ВВС СФ, в том числе и его 1-я эскадрилья в которой служил Б. Ф. Сафонов, принимал активное участие в боевых действиях на Петсамском направлении, совершая налёты на вражеские объекты в ходе Советско-финской войны 1939—1940 годов. В основном боевые вылеты носили характер воздушной разведки в связи́ с практически полным отсутствием финских ВВС и ПВО в данном регионе.
29 апреля 1941 года на основе четырёх только что полученных с Горьковского завода № 21 истребителей И-16 в полку была сформирована 4-я истребительная эскадрилья, возглавил которую старший лейтенант Сафонов.
С началом Великой Отечественной войны он отличился в воздушных боях с люфтваффе. Открыл боевой счёт лётчиков Северного флота и вообще советской авиации в Заполярье, сбив 24 июня 1941 года немецкий Не-111. К началу января 1942 года Б. Ф. Сафонов был награждён двумя орденами Красного Знамени (14 июля и 8 ноября 1941 года). 15 сентября 1941 года семёрка истребителей во главе с Сафоновым вступила в бой с 52 вражескими машинами. Итог боя — 13 сбитых вражеских самолётов, а наша семёрка вернулась на свой аэродром без потерь.
16 сентября 1941 года ему было присвоено звание Героя Советского Союза.
В октябре 1941 года командование ВВС СФ вверило майору Сафонову вновь сформированный 78-й истребительный авиаполк, оснащённый британскими самолётами Hawker Hurricane. 15 января 1942 года Б. Ф. Сафонов был награждён третьим орденом Красного Знамени, а в начале марта 1942 года четырём лётчикам-североморцам (и среди них Б. Ф. Сафонову) за сотрудничество в рамках операции «Бенедикт» по оснащению советских ВВС британской авиатехникой, глава британской миссии генерал-лейтенант Макфарлан вручил высший авиационный орден Великобритании — Крест «За выдающиеся лётные заслуги».
30 мая 1942 года подполковник Б. Ф. Сафонов, будучи уже командиром 2-го гвардейского смешанного Краснознамённого авиаполка ВВС СФ, вылетел во главе звена истребителей на прикрытие каравана судов PQ-16, идущих к Мурманску. Во время боя с превосходящими силами противника звено распалось, и Борис Сафонов остался в одиночестве. Он передал по радио, что сбил три бомбардировщика Ю-88, после чего связь с ним оборвалась. Последними его словами были: «Мотор подбит, иду на вынужденную». Точная причина гибели Сафонова неизвестна. По одной из версий (позже объявленной официальной), его «Киттихаук» потерпел катастрофу из-за неполадок в моторе. Также возможно, что самолёт Сафонова был сбит оборонительным огнём бомбардировщиков, о чём была сделана запись в оперативной сводке 2-го ГКАП за 30 мая. Моряки с одного из кораблей видели, как одиночный «Киттихаук» перешёл в крутое пике, врезался в воду и быстро затонул.
Всего за время боевых действий Борис Сафонов совершил 234 боевых вылета, сбил лично 20 вражеских самолётов (включая 6 предположительно) и 5 в группе. В литературе широко распространены и более высокие цифры его побед, например, до 30 личных побед.
Президиум Верховного Совета СССР Указом «О награждении Героя Советского Союза подполковника Сафонова Бориса Феоктистовича второй медалью „Золотая звезда“» от 14 июня 1942 года за «образцовое выполнение боевых заданий командования на фронте борьбы с немецкими захватчиками, дающее право на получение звания Героя Советского Союза» наградил Бориса Сафонова второй медалью «Золотая звезда» с предписанием «соорудить бронзовый бюст и установить его на постаменте на родине награждаемого».
Представление к награде было отослано ещё до смерти Сафонова. В 1943 году был установлен первый бюст героя в посёлке Ваенга (сейчас — город Североморск).

## Список воздушных побед
| Список воздушных побед Б. Ф. Сафонова | Список воздушных побед Б. Ф. Сафонова | Список воздушных побед Б. Ф. Сафонова | Список воздушных побед Б. Ф. Сафонова | Список воздушных побед Б. Ф. Сафонова |
| № п/п                                 | Дата победы                           | Тип самолёта противника               | Место победы                          | Тип своего самолёта                   |
| ------------------------------------- | ------------------------------------- | ------------------------------------- | ------------------------------------- | ------------------------------------- |
| 1                                     | 24.06.1941                            | Хе-111                                | губа Большая Волоковая                | И-16 тип 24                           |
| гр. (1/3)                             | 27.06.1941                            | Хш-126                                | сев. п. Титовка                       | И-16 тип 24                           |
| 2                                     | 16.07.1941                            | Хш-126                                | Ура-губа                              | И-16 тип 28                           |
| 3                                     | 17.07.1941                            | Ю-87                                  | зап. п. Мурмаши                       | И-16 тип 28                           |
| 4                                     | 18.07.1941                            | Ю-88                                  | вост. аэродром Ваенга                 | И-16 тип 28                           |
| 5                                     | 25.07.1941                            | Ю-88                                  | Цып-Наволок                           | И-16 тип 28                           |
| 6                                     | 05.08.1941                            | Ме-109                                | аэродром Ваенга                       | И-16 тип 28                           |
| 7                                     | 06.08.1941                            | Ю-88                                  | о. Малый Олений — Териберкой          | И-16 тип 28                           |
| 8                                     | 09.08.1941                            | Ю-88                                  | юго-вост. оз. Кядел-Явр               | И-16 тип 28                           |
| 9                                     | 23.08.1941                            | Ю-88                                  | оз. Куырк-Явр                         | И-16 тип 28                           |
| гр. (1/3)                             | 26.08.1941                            | Ю-88                                  | Ваенга — Луостари                     | И-16 тип 28                           |
| гр. (1/3)                             | 26.08.1941                            | Ю-88                                  | Ваенга — Луостари                     | И-16 тип 28                           |
| гр. (1/3)                             | 26.08.1941                            | Ю-88                                  | Ваенга — Луостари                     | И-16 тип 28                           |
| 10                                    | 27.08.1941                            | Хш-126                                | Ура-губа                              | И-16 тип 28                           |
| гр. (1/6)                             | 02.09.1941                            | Ме-109                                | Мурманск                              | И-16 тип 28                           |
| 11                                    | 09.09.1941                            | Ю-87                                  | зап. оз. Ура-Губское                  | И-16 тип 28                           |
| 12                                    | 15.09.1941                            | Ме-110                                | Западная Лица                         | И-16 тип 28                           |
| 13                                    | 15.09.1941                            | Хш-126                                | оз. Куырк-Явр                         | И-16 тип 28                           |
| 14                                    | 15.09.1941                            | Ю-87                                  | оз. Куырк-Явр                         | И-16 тип 28                           |
| 15                                    | 17.12.1941                            | Ме-109                                | юж. Лопаткина губа                    | «Харрикейн» Mk. IIb                   |
| 16                                    | 31.12.1941                            | Хе-111                                | сев.-зап. о. Кильдин                  | «Харрикейн» Mk. IIb                   |
| 17                                    | 17.05.1942                            | Ю-88                                  | Мурманск                              | P-40E                                 |
| 18                                    | 30.05.1942                            | Ю-88                                  | Конвой PQ-16                          | P-40E                                 |
| 19                                    | 30.05.1942                            | Ю-88                                  | Конвой PQ-16                          | P-40E                                 |
| 20                                    | 30.05.1942                            | Ю-88                                  | Конвой PQ-16                          | P-40E                                 |
| 1. 2. 3.                              |                                       |                                       |                                       |                                       |

Всего воздушных побед: 20 + 5 (из них 6 + 0 сбито предположительно);
боевых вылетов: 234

## Награды
- Дважды Герой Советского Союза (16 сентября 1941 года[10][11], 14 июня 1942 года)[12];
- Орден Ленина (16 сентября 1941 года);
- Три ордена Красного Знамени (14 июля 1941 года, 8 ноября 1941 года[13][14], 15 января 1942 года)[15][16];
- Крест «За выдающиеся лётные заслуги» [Великобритания] (19 марта 1942 года);

## Память
- Имя Сафонова носит 2-й гвардейский истребительный Печенгский Краснознамённый авиационный полк имени Б. Ф. Сафонова ВВС СФ.
- 69°51′ с. ш. 34°42′ в. д.HGЯO — место гибели Б. Ф. Сафонова в Баренцевом море. В 2018 году моряки Северного флота намерены найти самолёт Бориса Сафонова.
- Именем героя назван посёлок — Сафоново в Мурманской области. Бюст Б. Ф. Сафонова, в числе 53-х лётчиков-североморцев, удостоенных звания Героя Советского Союза, установлен в пос. Сафоново на Аллее Героев около музея ВВС СФ.
- Бюсты Героя установлены в Североморске, на аэродроме Североморск-1, в Мурманске и Плавске (у средней школы № 2, напротив федеральной трассы Москва-Крым).
- Имя лётчика-североморца присвоено улицам и площадям в городах Владивосток, Нижний Новгород (Автозаводский район), Краснодар, Североморск (на доме № 19 по этой улице в 2015 году установлена мемориальная доска[17]), Мурманск, Самара, Заполярный, Тула (Привокзальный район), образовательным учреждениям в Мурманске (школа № 27), Мончегорске (школа № 10), Плавске (Плавская средняя школа № 1), в городах Тула (профессиональное училище № 9) и Узловой (техникум железнодорожного транспорта имени Б. Ф. Сафонова), Усть-Каменогорске, Краснодаре (средняя школа № 99).
- В Плавской средней школе № 1 имени Б. Ф. Сафонова находится музей памяти героя, в котором собраны книги, документы, личные вещи Б. Ф. Сафонова.
- Самолёт И-16, на котором летал Б. Ф. Сафонов, выставлен в экспозиции Центрального военно-морского музея в Санкт-Петербурге.
- Имя Сафонова присвоено самолёту МиГ-31 (бортовой номер 08) 174-го гвардейского Краснознамённого Печенгского истребительного авиационного полка имени Б. Ф. Сафонова. В 2006 году после расформирования полка этот самолёт передан в дар музею военно-воздушных сил Северного флота и установлен на постаменте около одного из административных зданий посёлка Сафоново.
- Бюст Сафонова установлен в военном гарнизоне под Вологдой, в посёлке Федотово.
- Бронзовый барельеф с изображением Сафонова на стеле «Город воинской славы» в Полярном, сооружённой в 2010 году.
- В 2015 году Почта России выпустила почтовую марку в формате малого листа и почтовый конверт, посвящённые Сафонову.
- Имя «Борис Сафонов» носили два тральщика ВМФ СССР: проекта 254 (1953—1960) и проекта 266 (1966—1994).
- Указом Президента РФ В. В. Путина в 2005 году отдельному корабельному истребительному авиаполку ВМФ (279-го ОКИАП) присвоено имя дважды Героя Советского Союза Бориса Сафонова.

## Галерея
- Самолёт И-16 Б. Ф. Сафонова в Центральном военно-морском музее
- Почтовая марка России (ЦФА [АО «Марка»] № 1988), 2015 год.
- Бюст у въезда в пос. Сафоново.
- Почтовая марка СССР (ЦФА [АО «Марка»] № 926), 1944 год.
- Памятная монета Банка России, 2024 год.
- Мемориальная доска, ст. Плавск